# Nagari
Nagari es una ciudad y  municipio situada en el distrito de Chittoor en el estado de Andhra Pradesh (India). Su población es de 62253 habitantes (2011). Se encuentra a 60 km de Chittoor y a 84 km de Chennai. 

## Demografía
Según el censo de 2011 la población de Nagari era de 62253 habitantes, de los cuales 31363 eran hombres y 30890 eran mujeres. Nagari tiene una tasa media de alfabetización del 77,85%, superior a la media estatal del 67,02%: la alfabetización masculina es del 86,49%, y la alfabetización femenina del 69,15%.

## Clima
| Parámetros climáticos promedio de Nagari, India | Parámetros climáticos promedio de Nagari, India | Parámetros climáticos promedio de Nagari, India | Parámetros climáticos promedio de Nagari, India | Parámetros climáticos promedio de Nagari, India | Parámetros climáticos promedio de Nagari, India | Parámetros climáticos promedio de Nagari, India | Parámetros climáticos promedio de Nagari, India | Parámetros climáticos promedio de Nagari, India | Parámetros climáticos promedio de Nagari, India | Parámetros climáticos promedio de Nagari, India | Parámetros climáticos promedio de Nagari, India | Parámetros climáticos promedio de Nagari, India | Parámetros climáticos promedio de Nagari, India |
| Mes                                             | Ene.                                            | Feb.                                            | Mar.                                            | Abr.                                            | May.                                            | Jun.                                            | Jul.                                            | Ago.                                            | Sep.                                            | Oct.                                            | Nov.                                            | Dic.                                            | Anual                                           |
| ----------------------------------------------- | ----------------------------------------------- | ----------------------------------------------- | ----------------------------------------------- | ----------------------------------------------- | ----------------------------------------------- | ----------------------------------------------- | ----------------------------------------------- | ----------------------------------------------- | ----------------------------------------------- | ----------------------------------------------- | ----------------------------------------------- | ----------------------------------------------- | ----------------------------------------------- |
| Temp. máx. media (°C)                           | 29.9                                            | 32.8                                            | 36.7                                            | 40.3                                            | 43.3                                            | 40.8                                            | 35.7                                            | 34.8                                            | 34.8                                            | 32.7                                            | 30.1                                            | 28.9                                            | 35.1                                            |
| Temp. mín. media (°C)                           | 18.7                                            | 20.1                                            | 22.6                                            | 26.2                                            | 27.9                                            | 27.2                                            | 25.9                                            | 25.5                                            | 25.1                                            | 23.5                                            | 21.7                                            | 19.9                                            | 23.7                                            |
| Precipitación total (mm)                        | 22.0                                            | 19.7                                            | 2.9                                             | 13.9                                            | 45.7                                            | 69.7                                            | 113.0                                           | 118.6                                           | 119.1                                           | 157.5                                           | 218.7                                           | 130.5                                           | 1031.3                                          |
| Fuente: Indian Meteorological Department        |                                                 |                                                 |                                                 |                                                 |                                                 |                                                 |                                                 |                                                 |                                                 |                                                 |                                                 |                                                 |                                                 |